# Marnay-sur-Seine
Marnay-sur-Seine és un municipi francès situat al departament de l'Aube i a la regió del Gran Est. L'any 2007 tenia 246 habitants.

## Demografia

### Població
El 2007 la població de fet de Marnay-sur-Seine era de 246 persones. Hi havia 116 famílies de les quals 44 eren unipersonals (28 homes vivint sols i 16 dones vivint soles), 36 parelles sense fills, 24 parelles amb fills i 12 famílies monoparentals amb fills.
La població ha evolucionat segons el següent gràfic:
Habitants censats

### Habitatges
El 2007 hi havia 175 habitatges, 119 eren l'habitatge principal de la família, 48 eren segones residències i 8 estaven desocupats. 171 eren cases i 3 eren apartaments. Dels 119 habitatges principals, 107 estaven ocupats pels seus propietaris, 7 estaven llogats i ocupats pels llogaters i 5 estaven cedits a títol gratuït; 1 tenia una cambra, 13 en tenien dues, 31 en tenien tres, 36 en tenien quatre i 38 en tenien cinc o més. 76 habitatges disposaven pel capbaix d'una plaça de pàrquing. A 61 habitatges hi havia un automòbil i a 42 n'hi havia dos o més.

### Piràmide de població
La piràmide de població per edats i sexe el 2009 era:
| Homes | Edats   | Dones |
| ----- | ------- | ----- |
| 0     | 95 o +  | 0     |
| 0     | 90 a 94 | 4     |
| 4     | 85 a 89 | 8     |
| 0     | 80 a 84 | 0     |
| 8     | 75 a 79 | 8     |
| 8     | 70 a 74 | 8     |
| 4     | 65 a 69 | 4     |
| 8     | 60 a 64 | 0     |
| 4     | 55 a 59 | 12    |
| 12    | 50 a 54 | 8     |
| 8     | 45 a 49 | 4     |
| 20    | 40 a 44 | 20    |
| 8     | 35 a 39 | 12    |
| 8     | 30 a 34 | 0     |
| 0     | 25 a 29 | 4     |
| 20    | 20 a 24 | 0     |
| 4     | 15 a 19 | 16    |
| 16    | 10 a 14 | 0     |
| 4     | 5 a 9   | 4     |
| 0     | 0 a 4   | 12    |

## Economia
El 2007 la població en edat de treballar era de 150 persones, 101 eren actives i 49 eren inactives. De les 101 persones actives 91 estaven ocupades (49 homes i 42 dones) i 10 estaven aturades (3 homes i 7 dones). De les 49 persones inactives 26 estaven jubilades, 8 estaven estudiant i 15 estaven classificades com a «altres inactius».

### Ingressos
El 2009 a Marnay-sur-Seine hi havia 116 unitats fiscals que integraven 237 persones, la mediana anual d'ingressos fiscals per persona era de 18.476 €.

### Activitats econòmiques
Dels 8 establiments que hi havia el 2007, 3 eren d'empreses de construcció, 2 d'empreses d'hostatgeria i restauració, 1 d'una empresa de serveis i 2 d'entitats de l'administració pública.
Dels 4 establiments de servei als particulars que hi havia el 2009, 1 era un paleta, 1 guixaire pintor, 1 fusteria i 1 restaurant.
L'any 2000 a Marnay-sur-Seine hi havia 4 explotacions agrícoles que ocupaven un total de 508 hectàrees.

## Poblacions més properes
El següent diagrama mostra les poblacions més properes.